# Mošurov
Mošurov (maďarsky: Ádámfölde) je obec na Slovensku v okrese Prešov. V obci žije 180 obyvatel, rozloha katastrálního území činí5,4 km² .

## Poloha
Obec leží v severovýchodní části Šarišské vrchoviny v údolí potoka Mošurovanka. Z větší části odlesněný povrch tvoří pahorkatina s nadmořskou výškou v rozmezí od 337 do 542 m, střed obce je ve výšce 365 m n. m. Území je tvořeno flyšem, v severní části je bukový les.
Obec sousedí na severu s obcí Geraltov, na východě s obcemi Malý Slivník a Veľký Slivník, na jihu a západě s obcí Terňa.

## Historie
První písemná zmínka o obci pochází z roku 1383, kde je pod názvem Adamfeldwe (Adamovo pole) v listině Spišské Kapituly a v roce 1405 v dokumentech krále Zikmunda. 

## Památky

### Kostel
V obci stojí barokní římskokatolický filiální kostel svatého Jáchyma a svaté Anny z roku 1725, který nechali postavit manželé Štefan Bornemisza de Kalnó et Ádámfölde a Anna Ghillányi de Láz et Bernicze. Jejich dvojerb se nachází na stěně nad sousoším Kalvárie. Kostel se nachází na místě bývalého dřevěného kostela z roku 1427 zasvěceném svatému Štěpánovi. V roce 1730 po požáru byl rekonstruován.
Kostel je jednolodní zděná stavba s polygonálním závěrem. Strop má valenou klenbu s lunetami. Ve vítězném oblouku na sponovém trámu skupina Ukřižování z roku 1725. Hlavní oltář je z období 1720–1730 s obrazem svaté Anny s Pannou Marií a s malým Ježíškem. V roce 2000 byl kostel rozšířen a rekonstruován a oltář byl restaurován.
Kostel náleží pod římskokatolickou farnost Terňa, děkanátu Prešov-Východ, košické arcidiecéze.

### Zámeček
Nad obcí na kopci se nachází zřícenina renesančního zámečku, který byl zbourán v období první světové válce.